# グレイハウンド (犬種)
グレイハウンド（英：Greyhound）は、ウサギなどの小動物を狩るために作出された狩猟犬種である。サイトハウンド犬種のひとつであり、俊足でスタイルがよく美しい犬種であるため、ヨーロッパでは貴族のみが飼育・所持を許された特別な犬種だった。アフリカなどにもグレイハウンドタイプの犬種が存在するが、それらはイギリス、スペインより渡航してきたものが土着化して進化したものと考えられている。
この種の中にはドッグレース用に使役されるものもあり、動物虐待であるとしてそれを禁止しようとする動物愛護団体と、グレイハウンドの本能を満たすためにドッグレースを続行すべきであるとするレース主催者側の衝突が起こっている。
現在有名なグレイハウンド種の多くはペット用やショー用に飼育されているが、それはごく一部の種だけで、マイナーで
一部地域及び原産国内でのみ飼育されているグレイハウンドはほとんどは実猟的なものであり、希少価値が高く珍重されている。
このページでは名前に「グレイハウンド」とつくグレイハウンドタイプの犬種の簡単な解説をする。それ以外のサイトハウンド犬種はここでは除外している。

## グレイハウンド犬種の一覧
イングリッシュ・グレイハウンド（英: English Greyhound）
最もポピュラーなグレイハウンドで、単にグレイハウンドとも呼ばれている。世界各国で人気があり、日本でも飼育されている。他のグレイハウンド犬種と区別するため、以下「イングリッシュ種」と呼称する。
アラビアン・グレイハウンド（英: Arabian Greyhound）
スルーギの別名。北アフリカ原産。
アングロ＝スパニッシュ・グレイハウンド（英: Anglo-Spanish Greyhound）
スペイン原産のグレイハウンド。レース用にイングリッシュ種とスパニッシュ種をかけ合わせたものを元に作出された。FCI未公認だが、スペインでは公認犬種になっている。
イタリアン・グレイハウンド（英: Italian Greyhound）
イタリア原産。古代から存在する愛玩用の小型グレイハウンド。日本でも人気があり、飼育されている数はイングリッシュ種よりも多い。
エンシェント・グレイハウンド（英: Ancient Greyhound）
古代犬種、チズム（英: Tesem）の別名。紀元前5000年頃から存在したグレイハウンドの先祖と言われているエジプト原産のグレイハウンド。現在は絶滅しているが、復元プロジェクトが存在する。
オーストラリアン・グレイハウンド（英: Australian Greyhound）
カンガルー・ドッグ（英: Kangaroo Dog）、ストラスドゥーン・ディンゴ・キラー（英；Strathdoon Dingo Killer)の別名。どちらもオーストラリア産。
グリーシャン・グレイハウンド（英: Greek Greyhound）
絶滅した古いグレイハウンド。ギリシャ産でイングリッシュ種の先祖であると言われている。長毛・短毛の2タイプがあり、イングリッシュ種よりも若干小柄であったといわれている。
グリーク・グレイハウンド（英: Grecian Greyhound）
グリーク・サルーキ（サルーキと近縁の犬種）の別名。ギリシャ産。
クレタン・グレイハウンド（英: Cretan Greyhound）
クリニコ・イフニラティス（英: Kritikos Ichnilatis）とも呼ばれる、ギリシャのクレタ島原産の極めて希少なグレイハウンド。
ザンジバル・グレイハウンド（英: Zanzibar Greyhound）
ザンジバル原産のグレイハウンドタイプの犬種。ザンジバル島に入ってきた移民が連れて来たスパニッシュ・グレイハンドと土着のパリアタイプの犬が混血してできた犬種。現在は絶滅寸前で、既に絶滅している可能性も大きい。
シチリアン・グレイハウンド（英: Sicilian Greyhound）
チルネコ・デル・エトナ （英: Cirneco dell'Etna）の別名。イタリアのシチリア島原産のグレイハウンド。
シルック・グレイハウンド（英: Shilluk Greyhound）
スーダン原産のシルック族が飼育しているグレイハウンド。体はがっしりしており、マスティフタイプの犬種の血を入れて作出されたと考えられている。現在は絶滅の危機にある。
スパニッシュ・グレイハウンド（英: Spanish Greyhound）
スペイン原産のグレイハウンド。長毛・短毛の2タイプがあり、イングリッシュ種よりも細身。スペインの植民地にも連れて行かれた結果、土着の犬種と混血してそれぞれの土地の独自のグレイハウンドの元となった。
ディンカ・グレイハウンド（英: Dinka Greyhound）
スーダン原産のディンカ族が飼育しているグレイハウンドタイプの希少犬種。アフリカニスを改良した犬種であるため、クレイハウンドというよりパリア犬に外見が近い。パックを組んで小動物を追う。
ビシャリン・グレイハウンド（英: Bisharin Greyhound）
スーダン原産のビシャリン族が飼育しているグレイハウンドタイプの犬種。スピッツタイプとパリアタイプの犬種の血も受け継いでいる。粗食などのひどい扱いをされていると思われがちだが、ビシャリン族は感謝を込めてできる限り大切に飼育しているようである。
ブラジリアン・グレイハウンド（英: Brazilian Greyhound）
ブラジル原産のグレイハウンド。セント・ハントもできるようにイングリッシュ・フォックスハウンドの血も入っている。現在の生存状況は不明。
ポーリッシュ・グレイハウンド（英: Polish Greyhound）
ポーランド原産のグレイハウンド。イングリッシュ種よりもサイズがかなり大きい。温和な性格のため原産国ではペットとしても飼育されている。
ポツダム・グレイハウンド（英: Potsdam Greyhound）
ドイツ、イタリア原産の絶滅したグレイハウンド。狩猟用ではなく、愛玩犬として作出された。